# おしえて!四千頭身
『おしえて!四千頭身』（おしえて!よんせんとうしん）は、北陸朝日放送で2020年4月4日から2024年3月30日まで放送されていた教養番組。

## 概要
2009年4月から2020年3月まで放送されてきた『ASAHI Pop'n' Press!』シリーズをリニューアルする形で、四千頭身がニュースや雑学を漫才で子供達に伝える番組。四千頭身の初冠テレビ番組となる。
本番組からテレビ朝日グループがプロダクション業務から外れ、HAB単独制作となった。
2024年3月30日に最終回を迎えた。

## 出演者
- 四千頭身（都築拓紀・後藤拓実・石橋遼大）

## 放送内容
| 1  | 04月04日 | なんでみんなマスクするの?正しい付け方 座学編 |          |
| 2  | 04月11日 | なんでみんなマスクするの?正しい付け方 漫才編 |          |
| 3  | 04月18日 | なんでみんなマスクするの?マスク応用編        |          |
| 4  | 04月25日 | なんでみんなマスクするの?マスク応用 漫才編   |          |
| 5  | 05月02日 | ラグビーをやってみよう                       |          |
| 6  | 05月09日 | ラグビーをやってみよう 漫才編                |          |
| 7  | 05月16日 | ラグビーのおもしろさってナニ? 基本編         |          |
| 8  | 05月23日 | ラグビーのおもしろさってナニ? 漫才編         |          |
| 9  | 05月30日 | ダンスをやってみよう! 基本編                 |          |
| 10 | 06月06日 | ダンスをやってみよう! 漫才編                 |          |
| 11 | 06月13日 | ダンスのテクニック                           |          |
| 12 | 06月20日 | ダンスのテクニック 漫才編                    |          |
| 13 | 06月27日 | 上手なお金の使い方                           |          |
| 14 | 07月04日 | 上手なお金の使い方 漫才編                    |          |
| 15 | 07月11日 | お金の使い方 応用編                          |          |
| 16 | 07月18日 | お金の使い方 漫才編②                         |          |
| 17 | 07月25日 | 選挙ってな～に?                              |          |
| 18 | 08月01日 | 選挙ってな～に? 漫才編                       |          |
| 19 | 08月08日 | 選挙ってな～に? 応用編                       |          |
| 20 | 08月15日 | 選挙ってな～に? 応用編漫才編                 | [ 注 2 ] |
| 21 | 08月22日 | eスポーツってな～に?                         |          |
| 22 | 08月29日 | eスポーツってな～に? 漫才編                  |          |
| 23 | 09月05日 | eスポーツってな～に? 応用編                  |          |
| 24 | 09月12日 | eスポーツってな～に? 応用・漫才編            |          |
| 25 | 09月26日 | 2.5次元ミュージカルってな～に?               |          |
| 26 | 10月03日 | 2.5次元ミュージカルってな～に? 漫才編        |          |
| 27 | 10月10日 | 声優のお仕事ってな～に?                      |          |
| 28 | 10月17日 | 声優のお仕事ってな～に? 漫才編               |          |
| 29 | 10月24日 | アメリカ大統領ってすごいの?                  |          |
| 30 | 10月31日 | アメリカ大統領ってすごいの? 漫才編           |          |
| 31 | 11月07日 | 総理大臣の仕事ってな～に?                    |          |
| 32 | 11月14日 | 世界の大統領、総理大臣を知ろう 漫才編        |          |
| 33 | 11月21日 | とにかく明るい性教育 生まれる奇跡            |          |
| 34 | 11月28日 | とにかく明るい性教育 男の子、女の子からだ    |          |
| 35 | 12月05日 | とにかく明るい性教育 水着ゾーンを守ろう      |          |
| 36 | 12月12日 | とにかく明るい性教育 子供の身を守ろう        |          |
| 37 | 12月19日 | 作って楽しい!四千キッチン 茶碗むし編         |          |
| 38 | 12月26日 | 作って楽しい!四千キッチン パスタ編           |          |

| 39 | 01月09日 | 学んだことを漫才でおさらい                                |          |
| 40 | 01月16日 | 作って楽しい!四千クッキング マーボー豆腐編                |          |
| 41 | 01月23日 | 作って楽しい!四千クッキング 漫才編                        |          |
| 42 | 01月30日 | 育ちが良い人だけが知っているマナーを学ぶ 〜挨拶のマナー〜 |          |
| 43 | 02月06日 | コロナ禍のマナーを学ぶ                                    |          |
| 44 | 02月13日 | お友だちの家でのマナー編                                  |          |
| 45 | 02月20日 | お友だちの家でのマナー編                                  |          |
| 46 | 02月27日 | こども六法 法律ってナニ?                                  |          |
| 47 | 03月06日 | こども六法 法律ってナニ? 後編                             |          |
| 48 | 03月13日 | こども六法 法律ってナニ? 応用編                           |          |
| 49 | 03月20日 | こども六法 法律ってナニ? 漫才編                           |          |
| 50 | 03月27日 | 学んだことを漫才でおさらい                                |          |
| 51 | 04月03日 | 犬のいる暮らし①                                           |          |
| 52 | 04月10日 | 犬のいる暮らし②                                           |          |
| 53 | 04月17日 | 犬のいる暮らし③                                           |          |
| 54 | 04月24日 | 犬のいる暮らし④                                           |          |
| 55 | 05月01日 | 失敗は成功のもと①                                         |          |
| 56 | 05月08日 | 失敗は成功のもと②                                         |          |
| 57 | 05月15日 | 失敗は成功のもと③                                         |          |
| 58 | 05月22日 | 失敗は成功のもと④                                         |          |
| 59 | 05月29日 | トントンボイス相撲                                        |          |
| 60 | 06月05日 | うんちスポーツって何                                      |          |
| 61 | 06月12日 | ARゆるスポーツとは                                        |          |
| 62 | 06月19日 | ゆるスポーツをつくる                                      |          |
| 63 | 06月26日 | 水族館に行ってみよう① ペンギンの生態を学ぶ                |          |
| 64 | 07月03日 | 水族館に行ってみよう② カワウソの生態を学ぶ                |          |
| 65 | 07月09日 | 水族館にいってみよう③ 残念な生きものを探ろう              | [ 注 3 ] |
| 66 | 07月17日 | 水族館にいってみよう④ 残念な生きもの漫才編                | [ 注 4 ] |
| 67 | 08月02日 | おうちでできる科学実験①                                   | [ 注 5 ] |
| 68 | 08月07日 | 科学をたのしく学ぼう                                      |          |
| 69 | 08月14日 | 乾電池で自動車づくり                                      |          |
| 70 | 08月21日 | モノの性質を調べよう                                      |          |
| 71 | 08月28日 | 17個の目標って何?                                         |          |
| 72 | 09月04日 | SDGsグッズを知る                                          |          |
| 73 | 09月11日 | マークを知って考える                                      |          |
| 74 | 09月18日 | 四千頭身がコラボ企画                                      |          |
| 75 | 09月25日 | 家族で作ろうDIY!                                          |          |
| 76 | 10月02日 | 個性が生きるDIY!                                          |          |
| 77 | 10月09日 | 木工アートをDIY!                                          |          |
| 78 | 10月16日 | オンリーワンを楽しむ                                      |          |
| 79 | 10月23日 | 防災意識をチェック!                                       |          |
| 80 | 10月30日 | 持ち歩く防災って何?                                       |          |
|    | 11月6日  |                                                           |          |
| 82 | 11月13日 | 四千頭身＋赤プル漫才                                      |          |
| 83 | 11月20日 | 育ちがいい人                                              |          |
| 84 | 11月27日 | レストランでのマナー                                      |          |
| 85 |          |                                                           |          |
| 86 | 12月11日 | 育ちが良い人の漫才                                        |          |
| 87 | 12月18日 | ラップ歌って楽しもう                                      |          |
| 88 | 12月25日 | 歌詞からラップを学ぶ                                      |          |

| 89  | 01月08日 |                                    |  |
| 90  | 01月15日 | フリースタイルラップ               |  |
| 91  | 01月22日 | フリースタイルバトル               |  |
| 92  | 01月29日 | 目指せ！マンガ家                   |  |
| 93  | 02月05日 |                                    |  |
| 94  | 02月12日 | マンガ家の道具って何？             |  |
| 95  | 02月19日 | 魅力的なマンガのこつ               |  |
| 96  | 02月26日 | 伝説の授業ってなに？               |  |
| 97  | 3月05日  |                                    |  |
| 98  | 3月12日  | 幕末日本、伝説の授業               |  |
| 99  | 3月19日  | あの巨匠にも影響が？               |  |
| 100 | 3月26日  | 抜き打ちテストに挑戦               |  |
| 101 | 4月02日  |                                    |  |
| 102 | 4月09日  | 文字が劇的な美文字に               |  |
| 103 | 4月16日  | 冠婚葬祭には美文字で               |  |
| 104 | 4月23日  | 筆ペンで漢字を書こう               |  |
| 105 | 4月30日  | 差がつくSNSの使い方                |  |
| 106 | 5月07日  |                                    |  |
| 107 | 5月14日  | フォロワー数を増やす               |  |
| 108 | 5月21日  | 今話題のおじさん構文               |  |
| 109 | 5月28日  | 教養のある大人になる               |  |
| 110 | 6月04日  |                                    |  |
| 111 | 6月11日  | わびさびは日本の文化               |  |
| 112 | 6月18日  | お茶室に入ってみよう               |  |
| 113 | 6月25日  | 茶道はおもてなしの心               |  |
| 114 | 7月03日  | バズるための3要素！                |  |
| 115 | 7月17日  | ハッシュタグを学ぶ！               |  |
| 116 | 7月24日  | バズるツイートって？               |  |
| 117 | 7月30日  | ヨガで体を整えよう！               |  |
| 118 | 8月06日  |                                    |  |
| 119 | 8月13日  | 6分でおしりを小尻に                |  |
| 120 | 8月20日  | パーツ別のお悩み解決               |  |
| 121 | 8月27日  | 教養のための資産運用               |  |
| 122 | 9月04日  |                                    |  |
| 123 | 9月10日  | NISA制度を学ぼう                   |  |
| 124 | ９月17日 | トラブル回避の3鉄則                |  |
| 125 | 9月24日  | 育ちがいい人だけが知っているマナー |  |
| 126 | 10月01日 |                                    |  |
| 127 | 10月08日 | いいかえを身に着ける               |  |
| 128 | 10月15日 | 言いにくい事の伝え方               |  |
| 129 | 10月22日 | 偏愛を知ってワンランク上の大人に   |  |
| 130 | 10月29日 | 脱力系漫才の秘話とは               |  |
| 131 | 11月05日 | 偏愛がビジネスになる               |  |

## 放送局
| 放送対象地域   | 放送局                       | 系列           | 放送日時                 | 放映期間                        | ネット状況          | 備考      |
| -------------- | ---------------------------- | -------------- | ------------------------ | ------------------------------- | ------------------- | --------- |
| 石川県         | 北陸朝日放送（HAB）          | テレビ朝日系列 | 土曜 11:00 - 11:15       | 2020年04月04日 - 2024年03月30日 | 制作局              | [ 注 6 ]  |
| 山形県         | 山形テレビ（YTS）            | テレビ朝日系列 | 土曜 11:30 - 11:45       | 2020年04月04日 - 2024年03月30日 | 30分遅れ            | [ 注 7 ]  |
| 山口県         | 山口朝日放送（yab）          | テレビ朝日系列 | 土曜 5:35 - 5:50         | 2020年04月04日 - 2024年03月30日 | 5時間25分先行ネット | [ 注 8 ]  |
| 埼玉県         | テレビ埼玉（テレ玉/TVS）     | 独立局         | 土曜 17:30 - 17:45       | 2020年04月04日 - 2024年03月30日 | 同日時差ネット      |           |
| 静岡県         | 静岡朝日テレビ（SATV）       | テレビ朝日系列 | 日曜 4:05 - 4:20         | 2020年04月05日 -                | 遅れネット          |           |
| 愛媛県         | 愛媛朝日テレビ（eat）        | テレビ朝日系列 | 日曜 5:35 - 5:50         | 2020年04月05日 -                | 遅れネット          |           |
| 神奈川県       | テレビ神奈川（tvk）          | 独立局         | 月曜 18:15 - 18:30       | 2020年04月06日 -                | 遅れネット          |           |
| 近畿広域圏     | 朝日放送テレビ（ABC）        | テレビ朝日系列 | 水曜 4:17 - 4:30         | 2020年04月08日 -                | 遅れネット          |           |
| 中京広域圏     | 名古屋テレビ（メ〜テレ/NBN） | テレビ朝日系列 | 土曜 11:30 - 11:45       | 2020年04月14日 -                | 遅れネット          | [ 注 9 ]  |
| 沖縄県         | 琉球朝日放送（QAB）          | テレビ朝日系列 | 土曜 10:50 - 11:05       | 2020年10月03日 - 2021年03月27日 | 遅れネット          | [ 注 10 ] |
| 東京都         | TOKYO MX1（MX）              | 独立局         | 月曜 16:00 - 16:30       | 2020年10月05日 - 2021年03月29日 | 遅れネット          | [ 注 11 ] |
| 東京都         | TOKYO MX1（MX）              | 独立局         | 月曜・火曜 18:30 - 19:00 | 2021年09月20日 -                | 遅れネット          | [ 注 12 ] |
| 群馬県         | 群馬テレビ（GTV）            | 独立局         | 土曜 18:35 - 18:50       | 2022年04月02日 -                | 遅れネット          | [ 注 13 ] |
| 香川県・岡山県 | 西日本放送（RNC）            | 日本テレビ系列 | 日曜 11:10 - 11:25       | 2022年09月025日 -               | 遅れネット          | [ 注 14 ] |
| 鹿児島県       | 鹿児島読売テレビ（KYT）      | 日本テレビ系列 | 火曜 16:20 - 16:50       | 2023年06月027日 -               | 遅れネット          |           |

※制作局とネット局は前番組『ASAHI Pop'n' Press!』シリーズの放送枠を引き継いでおり、遅れであるかどうかの基準は地上波での制作局である北陸朝日放送を基準とする。

## スタッフ
- ナレーター：池さち子
- 構成：深見槙二・ダンプ・酒井俊典
- 編集：森崇嗣
- MA：ジーリンク
- 音響効果：佐藤充
- 技術協力：ZIOO
- デザイン：タイトルアート
- 制作：木下幸治（テレビング）
- ディレクター：平中幸司、小沢康彦
- プロデューサー：伊藤祐介（北陸朝日放送）、近藤尚（CNインターボイス）
- 制作協力：CNインターボイス（CN-INTERVOICE）、テレビング（TVing）
- 制作著作：北陸朝日放送